# Incarnate (Killswitch Engage)
Incarnate è il settimo album del gruppo metalcore statunitense Killswitch Engage, pubblicato l'11 marzo 2016 dalla Roadrunner Records. Il 10 dicembre 2015 è stato pubblicato Strength of the Mind come primo singolo; pochi giorni dopo, il 16 dicembre, il gruppo ha rivelato il titolo dell'album. Il 26 gennaio 2016 sono stati annunciati i titoli delle tracce presenti nell'album e il 29 gennaio è stato pubblicato il secondo singolo Hate by Design, a cui è seguito il videoclip ufficiale.

## Tracce
1. Alone I Stand – 4:30
2. Hate by Design – 3:47
3. Cut Me Loose – 3:02
4. Strength of the Mind – 3:48
5. Just Let Go – 3:04
6. Embrace the Journey… Upraised – 5:26
7. Quiet Distress – 3:47
8. Until the Day – 2:56
9. It Falls on Me – 3:46
10. The Great Deceit – 3:08
11. We Carry On – 3:24
12. Ascension – 3:14

Tracce bonus della Special Edition
1. Reignite – 2:59
2. Triumph Through Tragedy – 2:40
3. Loyalty – 3:51

Tracce bonus della versione giapponese
1. Reignite – 2:59
2. Triumph Through Tragedy – 2:40
3. Loyalty – 3:51
4. In Due Time (live) – 3:35

## Formazione
Killswitch Engage
- Jesse Leach – voce
- Adam Dutkiewicz – chitarra, cori
- Joel Stroetzel – chitarra, cori
- Mike D'Antonio – basso
- Justin Foley – batteria